# Marco Macaco i els primats del Carib
Marco Macaco i els primats del Carib (títol original, Marco Macaco) és una pel·lícula d'animació danesa de 2012, dirigida per Jan Rahbek i produïda per l'estudi Nice Ninja. S'ha doblat al català.